# سهراب پورناظری
سهراب پورناظری (۵ اردیبهشت ۱۳۶۲ در کرمانشاه) آهنگساز و خواننده موسیقی سنتی و نوازنده تنبور و کمانچه و سه‌تار و فعال اجتماعی است. او فرزند کیخسرو پورناظری و برادر تهمورس پورناظری است.

## زندگی هنری
وی به‌عنوان خواننده و نوازنده با گروه‌ها و هنرمندان مختلف همکاری داشته‌ است که از جمله آن‌ها می‌توان به همکاری با محمدرضا شجریان، شجاعت حسین خان، beyond borders project و Pacific Symphony Orchestra The اشاره کرد. در مهرماه ۱۳۹۳، وی در کنفرانس تداکس‌تهران سخنرانی کرد و به صورت بداهه تنبور نواخت.

## آهنگسازی موسیقی فیلم
- «هزار و یک شب» به کارگردانی مصطفی کیایی، ۱۴۰۴[۱۰][۱۱][۱۲][۱۳]
- شعله‌ور به کارگردانی حمید نعمت‌الله، ۱۳۹۷[۱۴][۱۵][۱۶]
- رگ خواب به کارگردانی و تهیه‌کنندگی حمید نعمت‌الله، ۱۳۹۶[۱۷][۱۸][۱۹][۲۰][۲۱]
- آرایش غلیظ به کارگردانی و نویسندگی حمید نعمت‌الله، ۱۳۹۲[۲۲][۲۳][۲۴][۲۵]
- آستیگمات به کارگردانی و تهیه‌کنندگی مجیدرضا مصطفوی، ۱۳۹۶[۲۶][۲۷][۲۸][۲۹][۳۰]
- وضعیت سفید به کارگردانی حمید نعمت‌الله، ۱۳۹۰[۳۱]
- بی‌پولی به کارگردانی و نویسندگی حمید نعمت‌الله، ۱۳۸۸[۳۲][۳۳][۳۴]

## جوایز
- نامزد دریافت تندیس حافظ - بهترین موسیقی متن، فیلم شعله‌ور، نوزدهمین جشن حافظ ۱۳۹۸[۳۵][۳۶][۳۷][۳۸]
- برنده جایزه جشن منتقدان و نویسندگان سینمایی - بهترین موسیقی متن، فیلم شعله‌ور، دوازدهمین دوره جشن منتقدان و نویسندگان سینمایی ۱۳۹۷[۳۹][۴۰]
- برنده تندیس حافظ - بهترین موسیقی متن، فیلم رگ خواب، هجدهمین جشن حافظ ۱۳۹۷[۴۱][۴۲][۴۳]
- برنده تندیس حافظ - بهترین موسیقی تیتراژ (آهای خبردار) به همراه همایون شجریان، فیلم رگ خواب، هجدهمین جشن حافظ ۱۳۹۷[۴۴][۴۵]
- نامزد دریافت جایزه سیمرغ بلورین - بهترین موسیقی متن، فیلم شعله‌ور، سی و ششمین دوره جشنواره فیلم فجر ۱۳۹۶[۴۶][۴۷][۴۸][۴۹][۵۰]
- برنده جایزه جشن منتقدان و نویسندگان سینمایی - بهترین موسیقی متن، فیلم رگ خواب، یازدهمین دوره جشن منتقدان و نویسندگان سینمایی ۱۳۹۶[۵۱][۵۲][۵۳][۵۴]
- نامزد دریافت سیمرغ بلورین - بهترین موسیقی متن، فیلم آرایش غلیظ، سی و دومین دوره جشنواره فیلم فجر ۱۳۹۲[۵۵][۵۶]
- برنده جایزه موسیقی ما - تندیس طلایی بهترین آلبوم موسیقی فیلم (از دید کارشناسان)، آلبوم رگ خواب - چهارمین جشن سالانه موسیقی ما ۱۳۹۶[۵۷][۵۸][۵۹]
- برنده جایزه موسیقی ما - تندیس طلایی بهترین آلبوم موسیقی تلفیقی و تجربی (بخش مردمی)، آلبوم رگ خواب - چهارمین جشن سالانه موسیقی ما ۱۳۹۶[۶۰][۶۱]
- برنده جایزه موسیقی ما - تندیس طلایی بهترین قطعه موسیقی سنتی و معاصر ایرانی (بخش مردمی)، «ابر می‌بارد» آلبوم رگ خواب - چهارمین جشن سالانه موسیقی ما ۱۳۹۶[۶۲][۶۳]
- برنده جایزه موسیقی ما - تندیس طلایی بهترین آهنگساز موسیقی سنتی و معاصر ایرانی (از دید کارشناسان)، آلبوم رگ خواب - چهارمین جشن سالانه موسیقی ما ۱۳۹۶[۶۴][۶۵]
- برنده جایزه موسیقی ما - تندیس طلایی بهترین آلبوم موسیقی معاصر (از دید کارشناسان)، آلبوم قطره‌های باران - سومین جشن سالانه موسیقی ما ۱۳۹۳[۶۶]
- برنده جایزه موسیقی ما - تندیس طلایی بهترین آلبوم موسیقی تلفیقی و تجربی (بخش مردمی)، آلبوم آرایش غلیظ - سومین جشن سالانه موسیقی ما ۱۳۹۳[۶۷][۶۸]
- برنده جایزه موسیقی ما - تندیس طلایی بهترین قطعه موسیقی تلفیقی، «با من صنما» آلبوم آرایش غلیظ - سومین جشن سالانه موسیقی ما ۱۳۹۳[۶۹]
- برنده جایزه موسیقی ما - بهترین نوازندهٔ ساز ایرانی از دید کارشناسان - دومین جشن سالانه موسیقی ما ۱۳۹۲[۷۰][۷۱]

## آلبوم‌شناسی
| آلبوم‌ها                     | آلبوم‌ها       | آلبوم‌ها                                            | آلبوم‌ها | آلبوم‌ها                           | آلبوم‌ها         | آلبوم‌ها   | آلبوم‌ها |
| --------------------------- | ------------- | -------------------------------------------------- | --- | --------------------------------- | --------------- | --------- | --- |
| نام آلبوم                   | سال انتشار    | آهنگساز                                            | نوازنده/گروه | خواننده                           | ناشر            | تعداد ترک | توضیحات |
| نیشتمان ۳                   | 1402          | سهراب پورناظری                                     | | دنیا کمالی                        |                 |           | |
| ایران من                    | ۱۳۹۷          | سهراب پورناظری                                     | تهمورس پورناظری، سهراب پورناظری، عثمان آکتاش، آرشاک ساهاکیان، مهیار طریحی، آزاد میرزاپور، آیین مشکاتیان، آرین کشیشی، آتنا اشتیاقی، پیام جوانی، عمر آرسالان، بوراک آی تاچ، عمره سینانمیش، شوکرو کاباجی، کنک اردوگان، استفانی بیبو، سارا چازین، تینگ تینگ گو، فیلیپ برزینا، کیتلین مک شری، کشی الیوت اوان باتمر، کیت لارنس، الکساندر ولونت، ایو بوکولیت، سمسون ون لون، جیمز جافه، گابریل بیستلین، رابرت مک‌کارتی، کاتلین اسمیت فرانکلین | همایون شجریان                     |                 | ۱۴        | آلبوم ایران من شامل دوازده قطعه آواز و تصنیف است و در آن از سروده‌های شاعران کهن و معاصر مثل فردوسی، سعدی، خواجه شمس‌الدین محمد، اسحاق انور، پوریا سوری و اهورا ایمان بهره گرفته شده‌است. بخش‌هایی از ضبط این پروژه در خارج ایران انجام شده‌است. در این اثر دل‌نیا آرام بعنوان خواننده سوپرانو حضور داشته.                                               |
| کوبانی                      | ۱۳۹۶          | سهراب پورناظری                                     | سهراب پورناظری، حسین زهاوی، ارتان تکین، روبین واسی، مهیار طریحی | دنیا کمالی                        | Accords Croisés | ۱۰        | مدیر هنری: حسین زهاوی |
| رگ خواب                     | ۱۳۹۵          | سهراب پورناظری                                     | تهمورس پورناظری، سهراب پورناظری، هوشیار خیام، بردیا کیارس، شین کاراسکو، پاشا هنجنی، میلاد محمدی، آرین کشیشی، عادل روح نواز، امیرمیلاد نیکزاد، رضا صادقی، دیوید گارنر، آرین کشیشی، بردیا کیارس | همایون شجریان                     | ایران گام       | ۱۲        | آلبوم رگ خواب اثری است با آهنگسازی سهراب پورناظری و صدای همایون شجریان. این آلبوم شامل موسیقی متن فیلمی با همین نام به کارگردانی حمید نعمت‌الله است. قطعات آلبوم سروده‌هایی از امیرخسرو دهلوی، حسین منزوی و مولانا را دربردارند. از نوازندگان این آلبوم می‌توان به تهمورس پورناظری، سهراب پورناظری، هوشیار خیام، بردیا کیارس و شین کارلسکو اشاره کرد. |
| نیشتمان                     | ۱۳۹۵          | سهراب پورناظری                                     | سهراب پورناظری، حسین زهاوی، گُران کامیل، ارتان تکین، رابین واسی، لیلا رنالت | سهراب پورناظری و مریم ابراهیم پور | Accords Croisés | ۱۰        | آلبوم «نیشتمان» که به اجرای قطعاتی با تم موسیقی کردستان با آهنگسازی سهراب پورناظری می‌پردازد. کردستان فرهنگی که در کشورهای عراق، ایران و ترکیه حضور دارد. در این آلبوم شما قطعاتی با اجراهای سازهای کوبه ای، تنبور، بالابان و کنترباس را خواهید شنید                                                                                                |
| خداوندان اسرار              | ۱۳۹۴          | سهراب پورناظری                                     | گروه سیاوش: سهراب پورناظری، آزاد میرزاپور، حسین رضایی نیا، همایون نصیری، محمت آکاتای، آیین مشکاتیان، آرشاک ساهاکیان، آرین کشیشی | همایون شجریان                     | ایران گام       | ۸         | در آلبوم «خداوندان اسرار» به جز آهنگ‌های ساخته سهراب پورناظری، قطعه ای از آثار «کیخسرو پورناظری» با نام «یاوران» نیز وجود دارد که پیش از این در آلبوم «حیرانی» منتشر شده بود، اما در این آلبوم، «سهراب پورناظری» با نگاهی متفاوت آن را تنظیم و «همایون شجریان» اجرا کرده‌است.                                                                        |
| آلبوم تصویری خداوندان اسرار | ۱۳۹۴          | سهراب پورناظری                                     | گروه سیاوش: سهراب پورناظری، حسین رضایی نیا، همایون نصیری، آیین مشکاتیان، حمید خوانساری، داریوش آذر | همایون شجریان                     | ایران گام       |           | کارگردان: رخشان بنی اعتماد |
| شبگرد کولی باد              | ۱۳۹۴          | سهراب پورناظری                                     | سهراب پورناظری، روبیک آروتزیان، شهاب پارنج، حسین ذهاوی | _                                 | ایران گام       | ۴         | این آلبوم، محصول بداهه نوازی با استفاده از فضاهای موسیقی تنبور و موسیقی ارمنی است که در لس آنجلس ضبط شده‌است. |
| آرایش غلیظ                  | ۱۳۹۳          | سهراب پورناظری                                     | سهراب پورناظری، مهیار طریحی، داریوش آذر، آتنا اشتیاقی، تینا جامه گرمی، علی جعفری پویان، میثم مروستی، اندروو اسناویچ، دیو حداد، جیمی جانسون | همایون شجریان                     | ایران گام       | ۱۰        | آلبوم «لیلا خاتون» در بردارنده ساخته‌های تهمورس پورناظری است که با ساز بربط و همراهی سازهای کوبه ای اجرا شده‌اند اثری برای دف، بربط و سازهای کوبه ای |
| بر سماع تنبور               | ۱۳۹۳          | کیخسرو پورناظری ، تهمورس پورناظری ، سهراب پورناظری | کیخسرو پورناظری، تهمورس پورناظری، سهراب پورناظری، پوریا پورناظری، ندا خاکی، کاوه گرایلی، نیکناز میرقلمی، سحر افشار، علیرضا جوادی، خورشید دادبه، امی ویل کینز، آروین، تهمورس پورناظری، حسین رضایی نیا، روبین واسی، شهاب پارنج، همایون نصیری | علیرضا قربانی                     | ایران گام       | ۱۴        | بر سماع تنبور اثری است از گروه شمس و علیرضا قربانی. اشعار به غیر از یکی که از سلمان ساوجی انتخاب شده‌اند همگی از مولانا بوده‌اند. این اثر را می‌توان یکی از کارهای موفق قربانی و پورناظری‌ها دانست. |
| افسانه شو                   | ۱۳۸۹          | تهمورس پورناظری                                    | تهمورس پورناظری، سهراب پورناظری، شجاعت حسین خان، آرونانگوش چادهوری | سهراب پورناظری                    | سروش            | ۸         | افسانه شو” نام آلبومیست از دو فرهنگ نزدیک بهم، ایران و هندوستان با نوازندگی از این دو فرهنگ یعنی تهمورس و سهراب پورناظری از ایران و شجاعت حسین خان و آرونانگوش چادهوری که به ترتیب سازهای تار (بربط)، کمانچه، سیتار و طبلا را به صدا درمی‌آورند. اکثر قطعات بی کلام است                                                                             |
| قطره‌های باران               | ۱۳۹۳          | کیخسرو پورناظری ، تهمورس پورناظری ، سهراب پورناظری | تهمورس پورناظری، سهراب پورناظری، مهیار طریحی، کاوه گرایلی، امی ویلکینز، استفنی بیبو، فیلیپ برزینا، پیام طونی، تینا جامه گرمی، امید اسدی، سورن ساتر، اسکات پادن، شهاب پارنج، همایون نصیری، آیین مشکاتیان، سایوری شفیعی، آرین کشیشی | علیرضا قربانی                     |                 | ۱۲        | این آلبوم بر روی اشعاری از پرتو کرمانشاهی و مولانا و محمد علی بهمنی ساخته شده‌است. این آلبوم زیبا دارای قطعات شنیدنی و به یاد ماندنی زیادی می‌باشد. |
| پنهان چو دل                 | ۱۳۸۶          | کیخسرو پورناظری ، تهمورس پورناظری، سهراب پورناظری  | کیخسرو پورناظری، تهمورس پورناظری، سهراب پورناظری، حمیدرضا تقوی، حسین رضایی نیا، شهاب پارنج، کاوه گرایلی، ندا خاکی، روبین واسی، ارسلان کامکار، بردیا کیارس، عماد نکوئی، کریم قربانی، علیرضا خورشیدفر، محمدرضا عقیلی، جمشید عندلیبی، مجید اخشابی | حمیدرضا نوربخش                    | سروش            | ۱۱        | این آلبوم زیبا که تصنیف «مگذار و مگذر» آن بسیار معروف و محبوب است و البته قطعات زیبای دیگری نیز در آن نواخته شده‌است. در این آلبوم گروه شمس نوازندگی کرده‌اند و البته در این آلبوم سازهای ملی استفاده شده‌است و مانند اکثر آلبوم‌های گروه شمس از ساز تنبور استفاده نشده‌است.                                                                            |
| رنگهای تعالی                | منتشر نشده‌است | تهمورس پورناظری، سهراب پورناظری                    | تهمورس پورناظری، سهراب پورناظری | محمدرضا شجریان                    |                 |           | این مجموعه به صورت کنسرت برگزار شده و اجراهای استودیویی آن انتشار نیافته‌است. |

تک آهنگ
| خواننده        | نام ترانه | ترانه‌سرا    | آهنگساز         | نوازنده        |
| -------------- | --------- | ----------- | --------------- | -------------- |
| همایون شجریان  | سووشون    | پوریا سوری  | تهمورس پورناظری | سهراب پورناظری |
| سهراب پورناظری | بی‌قرار    | شیوا فضل‌علی | سهراب پورناظری  | سهراب پورناظری |

## کنسرت‌ها
1. کنسرت نمایش سیصد «گات» در آمریکا (شیکاگو، دالاس، هیوستون، سیاتل، سن‌خوزه، لس‌آنجلس، واشنگتن دی‌سی، بوستون، نیویورک)، بهار ۱۴۰۴ [۱۰۱][۱۰۲]
2. کنسرت نوروزی «بازگشت استادان» به همراه گروه شمس و ارکستر سمفونی پسیفیک به رهبری کارل سنت کلر در کالیفرنیا، نوروز ۱۴۰۴ [۱۰۳][۱۰۴][۱۰۵]
3. کنسرت نمایش سیصد «گات» در کانادا (مونترال، تورنتو، ونکوور)، زمستان ۱۴۰۳[۱۰۶]
4. کنسرت نمایش سیصد «گات» در کاخ سعدآباد تهران، تابستان 1403[۱۰۷][۱۰۸][۱۰۹][۱۱۰][۱۱۱][۱۱۲]
5. کنسرت نوروزی بنیاد فرهنگ در دانشگاه UCLA به همراه تهمورس پورناظری، شهاب پارنج، هیلا پیلتمن، سحر بروجردی و ارکستر ایرانشهر با اجرای آثار ریچارد دانیالپور، دیوید گارنر، احمد پژمان، رضا والی و سهراب پورناظری در آمریکا، زمستان ۱۴۰۲ [۱۱۳][۱۱۴]
6. تور کنسرت «در هوای بی چگونگی» با اجرای علی قمصری و سهراب پورناظری در اروپا (پاریس، کلن، بروکسل، روتردام)[۱۱۵][۱۱۶][۱۱۷]
7. تور کنسرت «در هوای بی چگونگی» با اجرای علی قمصری و سهراب پورناظری در شهرستان‌های ایران (گرگان، ساری، کرج، رشت)، زمستان۱۴۰۲ [۱۱۸][۱۱۹][۱۲۰][۱۲۱][۱۲۲]
8. کنسرت «در هوای بی چگونگی» به همراه علی قمصری در کاخ سعدآباد تهران، بهار ۱۴۰۲ [۱۲۳][۱۲۴][۱۲۵][۱۲۶]
9. اجرای "دیار" در دانشگاه UCLA و مدرسه‌ی موسیقی Herb Alpert به همراه شهاب پارنج و پژمان حدادی، لس آنجلس، کالیفرنیا، بهمن ۱۴۰۱[۱۲۷]
10. کنسرت «ترانه‌های عشق و فقدان» به همراه ارکستر ایرانشهر و رهبری شهاب پارنج در لس‌آنجلس، زمستان ۱۴۰۱ [۱۲۸]
11. کنسرت «افسانه» در سالن "Queen Elizabeth Hall" به همراه سحر بروجردی در لندن، تابستان ۱۴۰۱ [۱۲۹][۱۳۰]
12. کنسرت نمایش سیصد در کاخ سعدآباد تهران، تابستان ۱۴۰۱ [۱۳۱][۱۳۲][۱۳۳][۱۳۴][۱۳۵][۱۳۶][۱۳۷]
13. اجرا در سالن "Pierre Boulez Saal" به همراه سحر بروجردی در آلمان، پاییز ۱۴۰۰[۱۳۸][۱۳۹]
14. اجرا در فستیوال (La Voix de Perse) به همراه شهاب پارنج و آناستازیا پتانوا در فرانسه، تابستان ۱۴۰۰[۱۴۰]
15. اجرا به همراه گروه ارنست (Ernest Production) در فرانسه، تابستان۱۴۰۰[۱۴۱][۱۴۲][۱۴۳][۱۴۴][۱۴۵]
16. کنسرت گروه شمس و همایون شجریان در تئاتر شهر پاریس، زمستان ۱۳۹۸[۱۴۶][۱۴۷]
17. کنسرت گروه شمس و همایون شجریان در فستیوال Bozar در بلژیک، زمستان ۱۳۹۸[۱۴۸]
18. تور کنسرت ایران من در کانادا (کلگری، ونکوور، منترال، تورنتو) به خوانندگی همایون شجریان، زمستان ۱۳۹۸ [۱۴۹]
19. تور کنسرت ایران من در اروپا به خوانندگی همایون شجریان، پاییز ۱۳۹۸ [۱۵۰][۱۵۱][۱۵۱][۱۵۲]
20. تور کنسرت ایران من در اروپا به خوانندگی همایون شجریان، بهار ۱۳۹۸ [۱۵۳][۱۵۴][۱۵۵][۱۵۶]
21. کنسرت همایون شجریان و سهراب پورناظری در نخستین جشنواره بین المللی موسیقی‌های سنتی مردمی استانبول، آذرماه ۱۳۹۷ [۱۵۷][۱۵۸][۱۵۹][۱۶۰][۱۶۱][۱۶۲][۱۶۳]
22. اجرای گروه شمس و همایون شجریان در فستیوال موسیقی عرفانی قونیه، پاییز ۱۳۹۷[۱۶۴][۱۶۵][۱۶۶]
23. تور کنسرت ایران من در کانادا به خوانندگی همایون شجریان، بهار ۱۳۹۷ [۱۶۷][۱۶۸][۱۶۹][۱۷۰][۱۷۱][۱۷۲]
24. کنسرت ایران من به خوانندگی همایون شجریان در تالار وزارت کشور تهران پاییز ۱۳۹۶ [۱۷۳][۱۷۴][۱۷۵]
25. کنسزت نمایش سی در کاخ سعدآباد تهران، تابستان ۱۳۹۶ [۱۷۶][۱۷۷][۱۷۸]